# Pierre-Louis Loubet
Pierre-Louis Loubet (Bastia, 18 febbraio 1998) è un pilota di rally francese, vincitore del titolo mondiale WRC-2 nel 2019.
È il figlio di Yves, a sua volta pilota di rally e di rally raid negli anni 80 e 90.
Il suo copilota attuale è Loris Pascaud, che dal 2024 sostituisce Benjamin Veillas, ex-copilota di Sebastien Ogier.

## Carriera
Esordì nel mondiale nella stagione 2015, al Rally del Portogallo, dove si piazzò al 28º posto assoluto e al secondo nelle categorie WRC-3 e Junior WRC, pilotando una Citroën DS3 R3T Max privata. Dopo metà stagione inizio a fare coppia stabilmente col copilota Vincent Landais, suo connazionale, concludendo l'annata al sesto posto finale nel Junior WRC e all'ottavo nel WRC-3.
Nel 2016 salì di categoria, affrontando il campionato WRC-2 con una Citroën DS3 R5 e chiudendo al decimo posto finale di categoria. Anche il 2017 lo vide cimentarsi nella serie cadetta ma stavolta al volante di una Ford Fiesta R5 e fu nuovamente decimo al termine della stagione nel campionato WRC-2.

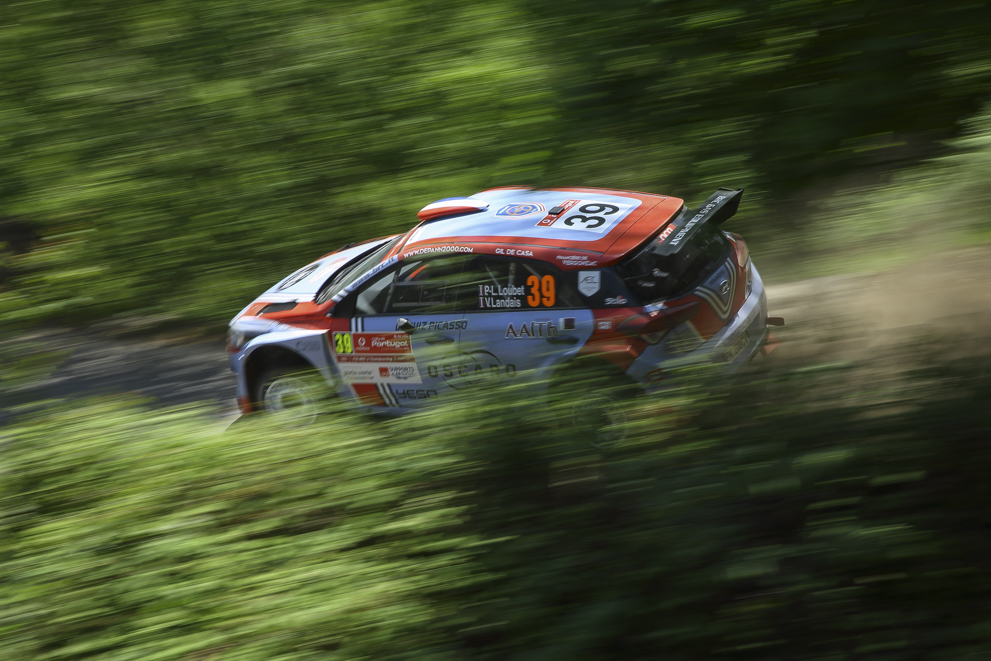
Loubet al rally del Portogallo 2018 con la Hyundai i20 R5

Nuovo cambio d'auto in vista del 2018, disputato alla guida di una Hyundai i20 R5, della scuderia italiana BRC Racing Team. Fu undicesimo nel mondiale WRC-2 e gareggiò anche sporadicamente nel campionato europeo.

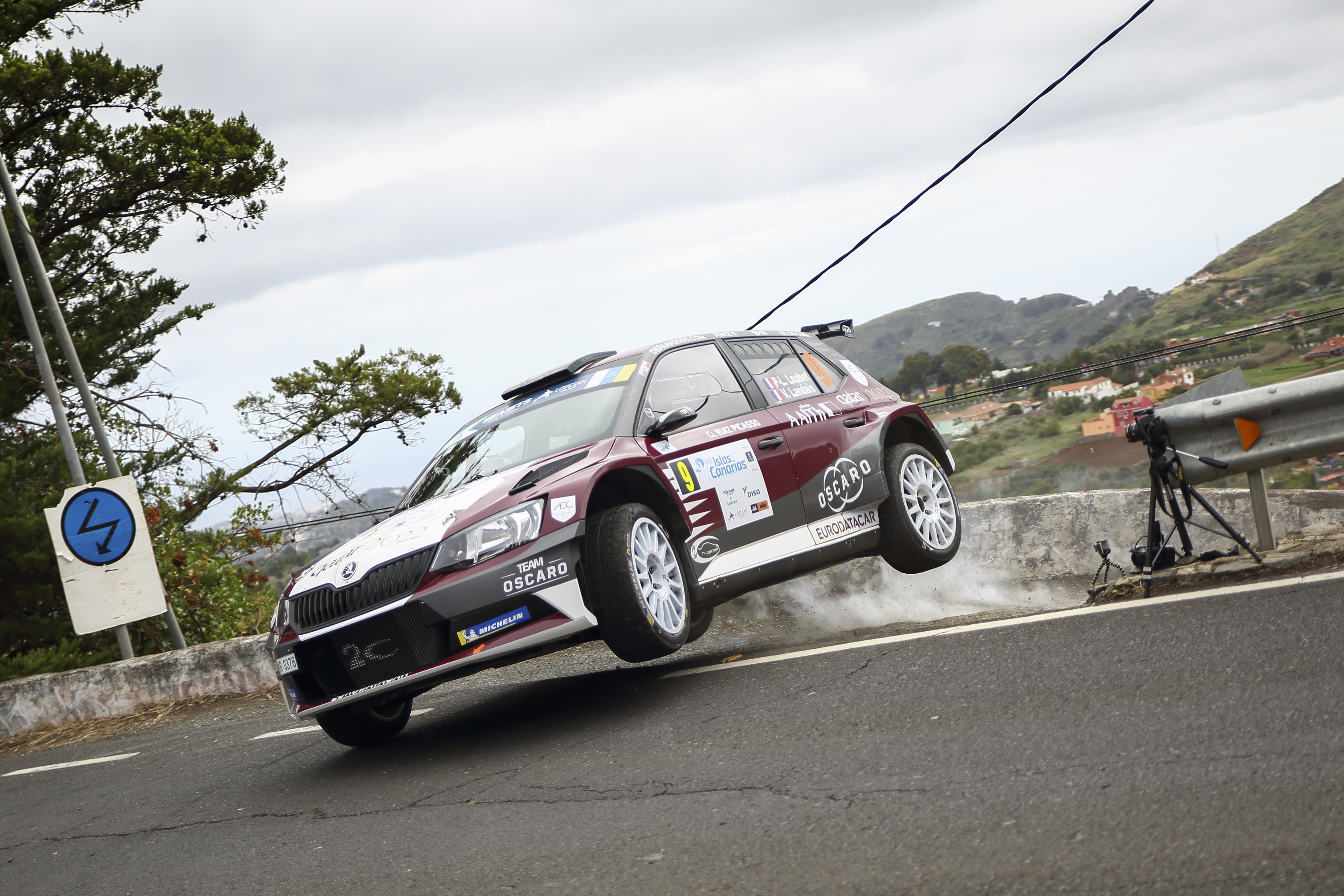
Loubet nel 2019 con la Škoda Fabia R5

Nel 2019 Loubet passò a guidare una Škoda Fabia R5 privata e riuscì a fine anno ad aggiudicarsi il campionato WRC-2, precedendo il polacco Kajetan Kajetanowicz e il messicano Benito Guerra. Ottenne anche i primi punti mondiali (2), concludendo al nono posto assoluto nel Rally del Portogallo, sopravanzato nella graduatoria generale dell'appuntamento portoghese soltanto dai piloti ufficiali della Škoda Motorsport. Come accaduto nel 2018, Loubet partecipò anche ad alcune gare dell'europeo, gareggiando per il team 2C Competition.

## Palmarès
- World Rally Championship-2 (2019)

## Vittorie nei rally

### Vittorie nel WRC-2
| Nº | Anno | Rally                | Copilota        | Vettura        | Squadra        |
| -- | ---- | -------------------- | --------------- | -------------- | -------------- |
| 1  | 2019 | Rally del Portogallo | Vincent Landais | Škoda Fabia R5 | 2C Competition |
| 2  | 2019 | Rally di Sardegna    | Vincent Landais | Škoda Fabia R5 | 2C Competition |

## Risultati nel mondiale rally

### WRC
| 2015 | Scuderia | Vettura             |  |  |  |  |    |  |    |     |  |  |     |    |    |  |  |  | Punti | Pos. |
| ---- | -------- | ------------------- |  |  |  |  | -- |  | -- | --- |  |  | --- | -- | -- |  |  |  | ----- | ---- |
| 2015 |          | Citroën DS3 R3T Max |  |  |  |  | 28 |  | NP | Rit |  |  | Rit | 32 | 34 |  |  |  | 0     |      |

| 2016 | Scuderia                 | Vettura                            |  |  |  |  |     |    |    |     |    |   |    |    |    |  |  |  | Punti | Pos. |
| ---- | ------------------------ | ---------------------------------- |  |  |  |  | --- | -- | -- | --- | -- | - | -- | -- | -- |  |  |  | ----- | ---- |
| 2016 | PH Sport Munaretto Sport | Peugeot 207 S2000 e Citroën DS3 R5 |  |  |  |  | Rit | 17 | 18 | Rit | 12 | C | 25 | 13 | 41 |  |  |  | 0     |      |

| 2017 | Scuderia                          | Vettura                         |  |     |  |    |  |    |    |    |    |    |    |    |  |  |  |  | Punti | Pos. |
| ---- | --------------------------------- | ------------------------------- |  | --- |  | -- |  | -- | -- | -- | -- | -- | -- | -- |  |  |  |  | ----- | ---- |
| 2017 | M-Sport World Rally Team PH Sport | Citroën DS3 R5 e Ford Fiesta R5 |  | Rit |  | 15 |  | 25 | 19 | 21 | 31 | 14 | 11 | 20 |  |  |  |  | 0     |      |

| 2018 | Scuderia        | Vettura        |  |  |  |    |  |    |     |    |     |  |     |    |  |  |  |  | Punti | Pos. |
| ---- | --------------- | -------------- |  |  |  | -- |  | -- | --- | -- | --- |  | --- | -- |  |  |  |  | ----- | ---- |
| 2018 | BRC Racing Team | Hyundai i20 R5 |  |  |  | 23 |  | 11 | Rit | 15 | Rit |  | Rit | 18 |  |  |  |  | 0     |      |

| 2019 | Scuderia       | Vettura                             |  |  |  |    |  |  |   |    |    |  |  |    |    |  |  |  | Punti | Pos. |
| ---- | -------------- | ----------------------------------- |  |  |  | -- |  |  | - | -- | -- |  |  | -- | -- |  |  |  | ----- | ---- |
| 2019 | 2C Competition | Škoda Fabia R5 e Škoda Fabia R5 Evo |  |  |  | 44 |  |  | 9 | 11 | 14 |  |  | 12 | 17 |  |  |  | 2     | 21º  |

| 2020 | Scuderia               | Vettura               |  |  |  |     |     |   |  |  |  |  |  |  |  |  |  |  | Punti | Pos. |
| ---- | ---------------------- | --------------------- |  |  |  | --- | --- | - |  |  |  |  |  |  |  |  |  |  | ----- | ---- |
| 2020 | Hyundai 2C Competition | Hyundai i20 Coupe WRC |  |  |  | Rit | Rit | 7 |  |  |  |  |  |  |  |  |  |  | 6     | 18º  |

| 2021 | Scuderia               | Vettura               |    |    |    |  |  |  |  |  |  |  |  |  |  |  |  |  | Punti | Pos. |
| ---- | ---------------------- | --------------------- | -- | -- | -- |  |  |  |  |  |  |  |  |  |  |  |  |  | ----- | ---- |
| 2021 | Hyundai 2C Competition | Hyundai i20 Coupe WRC | 16 | 39 | 29 |  |  |  |  |  |  |  |  |  |  |  |  |  | 0     |      |

| 2022 | Scuderia         | Vettura                 |  |  |    |   |   |  |     |     |  |   |  |    |  |  |  |  | Punti | Pos. |
| ---- | ---------------- | ----------------------- |  |  | -- | - | - |  | --- | --- |  | - |  | -- |  |  |  |  | ----- | ---- |
| 2022 | M-Sport Ford WRT | Ford Puma Rally1 Hybrid |  |  | 47 | 7 | 4 |  | Rit | Rit |  | 4 |  | 10 |  |  |  |  | 31    | 13º  |

| 2023 | Scuderia         | Vettura                 |     |   |    |   |    |     |   |   |    |     |     |    |  |  |  |  | Punti | Pos. |
| ---- | ---------------- | ----------------------- | --- | - | -- | - | -- | --- | - | - | -- | --- | --- | -- |  |  |  |  | ----- | ---- |
| 2023 | M-Sport Ford WRT | Ford Puma Rally1 Hybrid | Rit | 6 | 26 | 7 | 32 | Rit | 7 | 6 | 45 | Rit | Rit | 10 |  |  |  |  | 29    | 12º  |

| 2024 | Scuderia                    | Vettura               |  |  |  |  |     |     |    |  |     |     |    |  |  |  |  |  | Punti | Pos. |
| ---- | --------------------------- | --------------------- |  |  |  |  | --- | --- | -- |  | --- | --- | -- |  |  |  |  |  | ----- | ---- |
| 2024 | Toksport WRT Toksport WRT 2 | Škoda Fabia RS Rally2 |  |  |  |  | Rit | Rit | 13 |  | Rit | Rit | WD |  |  |  |  |  | 0     |      |

| 2025 | Scuderia         | Vettura            |  |  |  |  |    |    |    |  |  |  |  |  |  |  |  |  | Punti | Pos. |
| ---- | ---------------- | ------------------ |  |  |  |  | -- | -- | -- |  |  |  |  |  |  |  |  |  | ----- | ---- |
| 2025 | M-Sport Ford WRT | Ford Fiesta Rally2 |  |  |  |  | 17 | NP | WD |  |  |  |  |  |  |  |  |  | 0     |      |

| Legenda | 1º posto | 2º posto | 3º posto | A punti | Senza punti | Ritirato | Squalificato | NP=Non partito C=Gara cancellata | Apice=Power stage |

### WRC-2
| 2016 | Scuderia                 | Vettura                            |  |  |  |  |     |   |   |     |   |   |   |  |  |  |  |  | Punti | Pos. |
| ---- | ------------------------ | ---------------------------------- |  |  |  |  | --- | - | - | --- | - | - | - |  |  |  |  |  | ----- | ---- |
| 2016 | PH Sport Munaretto Sport | Peugeot 207 S2000 e Citroën DS3 R5 |  |  |  |  | Rit | 6 | 6 | Rit | 5 | C | 5 |  |  |  |  |  | 36    | 10º  |

| 2017 | Scuderia                          | Vettura                         |  |     |  |   |  |    |   |  |   |   |  |   |  |  |  |  | Punti | Pos. |
| ---- | --------------------------------- | ------------------------------- |  | --- |  | - |  | -- | - |  | - | - |  | - |  |  |  |  | ----- | ---- |
| 2017 | M-Sport World Rally Team PH Sport | Citroën DS3 R5 e Ford Fiesta R5 |  | Rit |  | 6 |  | 10 | 5 |  | 7 | 5 |  | 8 |  |  |  |  | 39    | 10º  |

| 2018 | Scuderia        | Vettura        |  |  |  |   |  |   |     |   |     |  |     |   |  |  |  |  | Punti | Pos. |
| ---- | --------------- | -------------- |  |  |  | - |  | - | --- | - | --- |  | --- | - |  |  |  |  | ----- | ---- |
| 2018 | BRC Racing Team | Hyundai i20 R5 |  |  |  | 6 |  | 4 | Rit | 5 | Rit |  | Rit | 7 |  |  |  |  | 36    | 11º  |

| 2019 | Scuderia       | Vettura                             |  |  |  |    |  |  |   |   |   |  |  |   |   |  |  |  | Punti | Pos. |
| ---- | -------------- | ----------------------------------- |  |  |  | -- |  |  | - | - | - |  |  | - | - |  |  |  | ----- | ---- |
| 2019 | 2C Competition | Škoda Fabia R5 e Škoda Fabia R5 Evo |  |  |  | 10 |  |  | 1 | 1 | 4 |  |  | 2 | 5 |  |  |  | 91    | 1º   |

| 2024 | Scuderia                    | Vettura               |  |  |  |  |     |     |   |  |     |     |    |  |  |  |  |  | Punti | Pos. |
| ---- | --------------------------- | --------------------- |  |  |  |  | --- | --- | - |  | --- | --- | -- |  |  |  |  |  | ----- | ---- |
| 2024 | Toksport WRT Toksport WRT 2 | Škoda Fabia RS Rally2 |  |  |  |  | Rit | Rit | 5 |  | Rit | Rit | WD |  |  |  |  |  | 10    | 27º  |

| 2025 | Scuderia         | Vettura            |  |  |  |  |   |    |    |  |  |  |  |  |  |  |  |  | Punti | Pos. |
| ---- | ---------------- | ------------------ |  |  |  |  | - | -- | -- |  |  |  |  |  |  |  |  |  | ----- | ---- |
| 2025 | M-Sport Ford WRT | Ford Fiesta Rally2 |  |  |  |  | 7 | NP | WD |  |  |  |  |  |  |  |  |  | 6     |      |

| Legenda | 1º posto | 2º posto | 3º posto | A punti | Senza punti | Ritirato | Squalificato | NP=Non partito C=Gara cancellata | Apice=Power stage |

### WRC-2 Challenger
| 2025 | Scuderia         | Vettura            |  |  |  |  |  |    |  |  |  |  |  |  |  |  |  |  | Punti | Pos. |
| ---- | ---------------- | ------------------ |  |  |  |  |  | -- |  |  |  |  |  |  |  |  |  |  | ----- | ---- |
| 2025 | M-Sport Ford WRT | Ford Fiesta Rally2 |  |  |  |  |  | NP |  |  |  |  |  |  |  |  |  |  | 0     |      |

| Legenda | 1º posto | 2º posto | 3º posto | A punti | Senza punti | Ritirato | Squalificato | NP=Non partito C=Gara cancellata | Apice=Power stage |

### WRC-3
| 2015 | Scuderia | Vettura             |  |  |  |  |   |  |    |     |  |  |     |   |   |  |  |  | Punti | Pos. |
| ---- | -------- | ------------------- |  |  |  |  | - |  | -- | --- |  |  | --- | - | - |  |  |  | ----- | ---- |
| 2015 |          | Citroën DS3 R3T Max |  |  |  |  | 2 |  | NP | Rit |  |  | Rit | 7 | 5 |  |  |  | 34    | 8º   |

| Legenda | 1º posto | 2º posto | 3º posto | A punti | Senza punti | Ritirato | Squalificato | NP=Non partito C=Gara cancellata | Apice=Power stage |

### Junior WRC
| 2015 | Scuderia | Vettura             |  |  |  |  |   |  |    |     |  |  |     |   |   |  |  |  | Punti | Pos. |
| ---- | -------- | ------------------- |  |  |  |  | - |  | -- | --- |  |  | --- | - | - |  |  |  | ----- | ---- |
| 2015 |          | Citroën DS3 R3T Max |  |  |  |  | 2 |  | NP | Rit |  |  | Rit | 5 | 5 |  |  |  | 43    | 6º   |

| Legenda | 1º posto | 2º posto | 3º posto | A punti | Senza punti | Ritirato | Squalificato | NP=Non partito C=Gara cancellata | Apice=Power stage |